# جوش سيمز
جوش سيمز (بالإنجليزية: Josh Sims) (28 مارس 1997 في المملكة المتحدة - ) هو لاعب كرة قدم بريطاني في مركز الوسط. لعب مع نادي ريدنغ ونادي ساوثهامبتون.

## وصلات خارجية
- جوش سيمز على موقع الاتحاد الأوربي (الإنجليزية)
- جوش سيمز على موقع الدوري الأمريكي (الإنجليزية)
- جوش سيمز على موقع قاعدة بيانات كرة القدم.إي يو (الإنجليزية)
- جوش سيمز على موقع Soccerbase.com (لاعب) (الإنجليزية)
- جوش سيمز على موقع Soccerway.com (الإنجليزية)
- جوش سيمز على موقع عالم كرة القدم.نت (الإنجليزية)